# Soriano megye
Soriano egy megye Uruguayban. A fővárosa Mercedes.

## Földrajz
Az ország délnyugati részén található. Megyeszékhely: Mercedes